# Spinivunus
Spinivunus is een geslacht van hooiwagens uit de familie Gonyleptidae.
De wetenschappelijke naam Spinivunus is voor het eerst geldig gepubliceerd door Roewer in 1943. 

## Soorten
Spinivunus is monotypisch en omvat slechts de volgende soort:
- Spinivunus adumbratus